# Kierston Wareing
Faye Kierston Wareing es una actriz inglesa, más conocida por haber aparecido en las películas Fish Tank, It's a Free World... y por haber interpretado a Kirsty Branning en la serie EastEnders. 

## Biografía
A finales de noviembre de 2013, reveló que había sufrido un aborto involuntario ese mismo año.

## Carrera
En 2006 apareció como invitada en la serie policíaca The Bill, donde interpretó a Liza Finch durante el episodio # 426; anteriormente había aparecido por primera vez en la serie en 2001, cuando dio vida a Michelle Richards durante el episodio # 092.
El 25 de diciembre de 2012, se unió al elenco de la exitosa serie británica EastEnders, donde interpretó a Kirsty Branning hasta el 9 de enero de 2014. Anteriormente había aparecido por primera vez en la serie en 2001 durante el episodio del 9 de abril. En 2013 apareció como invitada en la miniserie The Bible, donde interpretó a Dalila. El 7 de septiembre de 2015, Kierston apareció como personaje invitado de la serie Hollyoaks, donde interpretó a la villana Ashley Davidson hasta el 19 de octubre de 2015.

## Filmografía

### Series de televisión
| Año         | Título                    | Personaje        | Notas                           |
| ----------- | ------------------------- | ---------------- | ------------------------------- |
| 2016        | Hooten & the Lady         | Mrs. T           | episodio "The Amazon"           |
| 2015        | Hollyoaks                 | Ashley Davidson  | 9 episodios                     |
| 2012 - 2014 | EastEnders                | Kirsty Branning  | 126 episodios                   |
| 2013        | The Bible                 | Delilah          | episodio "Homeland" - miniserie |
| 2012        | Inside Men                | Gina             | 4 episodios                     |
| 2011        | Top Boy                   | Heather          | 4 episodios                     |
| 2011        | Luther                    | Caroline Jones   | 4 episodios                     |
| 2011        | Scott & Bailey            | Vicky Birkinshaw | episodio # 1.4                  |
| 2011        | The Shadow Line           | Lia Honey        | 7 episodios                     |
| 2011        | The Runaway               | Madge            | 6 episodios                     |
| 2010        | Five Daughters            | Nina             | 3 episodios                     |
| 2009        | Banged Up Abroad          | Clare Matthews   | episodio "Delhi"                |
| 2009        | The Take                  | Jackie           | 4 episodios - miniserie         |
| 2009        | Runaway                   | Kelly            | 3 episodios                     |
| 2008        | Trial & Retribution       | Leigh Fisher     | 2 episodios                     |
| 2007        | Wire in the Blood         | Tina Adams       | episodio "The Colour of Amber"  |
| 2006        | The Bill                  | Liza Finch       | episodio # 426                  |
| 2005        | The Worst Week of My Life | Mrs. Bowden      | episodio "Friday"               |

### Películas
| Año  | Título                      | Personaje           | Notas                                                                                          |
| ---- | --------------------------- | ------------------- | ---------------------------------------------------------------------------------------------- |
| 2013 | Let Me Survive              | Kate                | junto a Craig Fairbrass, Isabella Blake-Thomas y Maaike Neuville                               |
| 2013 | The Fall of the Essex Boys  | Karen               | junto a Robert Cavanah, Peter Barrett, Jay Brown, Kate Magowan y Simon Phillips                |
| 2012 | The Liability               | Nicky               | junto a Tim Roth, Jack O'Connell, Talulah Riley y Peter Mullan                                 |
| 2012 | Love Bite                   | Natalie             | junto a Jessica Szohr, Timothy Spall, Ed Speleers y Luke Pasqualino                            |
| 2012 | Twenty8k                    | Francesca Marchetto | junto a Kaya Scodelario, Stephen Dillane, Parminder Nagra, Nathalie Emmanuel y Jonas Armstrong |
| 2011 | Four                        | Esposa              | junto a Martin Compston, Craig Conway, George Morris y Sean Pertwee                            |
| 2011 | The Holding                 | Cassie Naylor       | junto a Vincent Regan, David Bradley, Terry Stone, Georgia Groome y Jake Curran                |
| 2010 | Bonded by Blood             | Kate Smith          | junto a Vincent Regan, Michael Socha, Terry Stone y Neil Maskell                               |
| 2010 | Basement                    | Sarah               | junto a Jimi Mistry, Emily Beecham y Danny Dyer                                                |
| 2009 | Fish Tank                   | Joanne              | junto a Katie Jarvis, Michael Fassbender, Harry Treadaway y Grant Wild                         |
| 2009 | Il caso dell'infedele Klara | Nina                | junto a Claudio Santamaria, Iain Glen, Laura Chiatti y Paulina Nemcova                         |
| 2008 | Leaving                     | Helen               | corto - junto a Johnny Harris y Joe Siffleet                                                   |
| 2007 | Rise of the Footsoldier     | Kate Carter         | junto a Ricci Harnett, Terry Stone, Craig Fairbrass y Roland Manookian                         |
| 2007 | It's a Free World...        | Angela              | junto a Juliet Ellis, Leslaw Zurek, Colin Caughlin, Joe Siffleet y Branko Tomovic              |
| 2004 | Troublemaker                | Denise              | corto - junto a Rege-Jean Page                                                                 |

### Videojuegos
| Año  | Juego      | Personaje         | Notas                           |
| ---- | ---------- | ----------------- | ------------------------------- |
| 2015 | Bloodborne | Mujer de la Mafia | prestó su voz para el personaje |

### Videos musicales
| Año  | Grupo | Canción                        | Notas                                                  |
| ---- | ----- | ------------------------------ | ------------------------------------------------------ |
| 2005 | Oasis | "The Importance of Being Idle" | apareció en el video musical como una de las dolientes |

## Premios y nominaciones
| Año  | Categoría                                                               | Premio                              | Película             | Resultado |
| ---- | ----------------------------------------------------------------------- | ----------------------------------- | -------------------- | --------- |
| 2011 | Best Supporting Actress                                                 | Chlotrudis Award                    | Fish Tank            | Nominada  |
| 2010 | British Supporting Actress of the Year                                  | ALFS Award                          | Fish Tank            | Nominada  |
| 2009 | Brest European Short Film Festival Acting Award (junto a Johnny Harris) | Acting Award                        | Leaving              | Ganadora  |
| 2009 | Best Supporting Actress                                                 | British Independent Film Award      | Fish Tank            | Nominada  |
| 2008 | Most Promising Newcomer                                                 | Evening Standard British Film Award | It's a Free World... | Nominada  |
| 2008 | Best Actress                                                            | BAFTA TV Award                      | It's a Free World... | Nominada  |
| 2007 | Best Actress                                                            | British Independent Film Award      | It's a Free World... | Nominada  |
| 2007 | Most Promising Newcomer                                                 | British Independent Film Award      | It's a Free World... | Nominada  |